# 悠幻の学び舎Radio いもうと学園!おにいちゃん時間だよっ!
悠幻の学び舎Radio いもうと学園！おにいちゃん時間だよっ！（ゆうげんのまなびやラジオいもうとがくえんおにいちゃんじかんだよ）は、2008年8月27日から11月20日までKONAMI STATIONで配信されていたインターネットラジオ番組（ラジオドラマ）。KONAMI STATIONの正式稼働と同時に配信がスタート。パーソナリティはたかはし智秋。

## ゲスト
- 第2、3回 金田朋子
- 第4、5回 藤田咲
- 第6回 ささきのぞみ
- 第7回 石毛佐和
- 第8、9回 辻あゆみ
- 第10、11回 小林ゆう
- 第12回 代永翼
- 第13回 藤田咲、遠藤綾、金田朋子

## 主題歌
オープニングテーマ「Black eyes」
歌：小林ゆう
エンディングテーマ「Crystal Quartz」
歌：藤田咲 作詞：藤田咲 作曲：岩崎健一郎、佳乃娃茶俐 編曲：岩崎健一郎

## コーナー
- ふつおた
- 完全妹音化計画
- 先生！　しつもーん！
- 一日部長たかはし
- おにいちゃんいえるかな？

## ラジオドラマ
タイトル
「悠幻の学び舎〜いもうと学園〜」
ストーリー
主人公「国分寺隆」はある日とある女子高の理事長の命を救ったことがきっかけでその女子高の教師兼学生寮管理人となる。その学園には理事長との養子縁組と生徒達がおり、物語が始まる。
登場キャラクター / 担当声優
- 国分寺隆：代永翼
- 桃源みやび：藤田咲
- 桃源芙美（ふみ）：戸松遥
- 桃源璃呂（りろ）：金田朋子
- 桃源郁美（いくみ）：小林ゆう
- 桃源美々（みみ）：たかはし智秋
- 桃源魯山美（ろざみ）：石毛佐和
- 桃源花子（はなこ）：後藤沙緒里
- 桃源華蓮（かれん）：ささきのぞみ
- 桃源琲未果（ひみか）：沢城みゆき
- 桃源舞華（まいか）：遠藤綾
- 桃源千早（ちはや）：辻あゆみ
- 桃源正美（まさみ）：高垣彩陽
- 桃源麻貴（あさき）：喜多村英梨
- 理事長：郷里大輔
- 暴漢：宮川美保
- 生徒：羽月理恵

スタッフ
- 原作・企画・総ディレクション 堀尾健一郎
- 脚本・キャラクターデザイン 護摩Q
- 編集 AZ-MIX
- 音響制作 AZクリエイティブ
- エンジニア 石原裕也
- 録音監督 みさわあやこ
- キャスティング 影山真(アイムエンタープライズ）
- 協力：株式会社タブリエ・コミュニケーションズ
- 制作コーディネート 小原康貴・近藤美千子